# Alessandro Poggi
Alessandro Poggi (Pisa, 7 aprile 1961) è un giornalista e personaggio televisivo italiano.

## Biografia
Pubblica il suo primo articolo nel 1982 sulla rivista bimestrale L'Astronomia diretta da Margherita Hack.
Fra gli anni ottanta e novanta scrive sui quotidiani La Nazione, Il Resto del Carlino, Il Piccolo, Il Telegrafo, La Sicilia e Il Tirreno, sui settimanali L'Europeo e Cronaca Vera e sui mensili L'Astronomia e Scienza 85; per quest'ultima cura la rubrica Cielo.
Nel 1996 entra a far parte dell'UGAI (Unione Giornalisti Aerospaziali Italiani). Nel 1997, crea la TASTI (Telematics Agency for Scientific and Technological Information), prima agenzia di informazione scientifica online e diventa giornalista professionista.
Nel 1998, per Titania editrice, pubblica il volume di meteorologia Il tempo illustrato. Sempre nel 1998, dopo un breve stage al "Tgr" Toscana, approda alla nascente trasmissione quotidiana del pomeriggio di Rai 2 (poi passata su Rai 1) La vita in diretta, condotta da Michele Cucuzza. Poggi resta nella trasmissione per quattro anni; prima occupandosi di cronaca rosa e di cronaca nera, poi - con l'attentato alle Torri Gemelle e la guerra in Afghanistan - occupandosi di esteri.
Nel 2002, Poggi approda a Rai 3 come inviato politico del programma Ballarò, talk-show del martedì condotto per dodici anni da Giovanni Floris e per due da Massimo Giannini. Poggi, presente per tutte le edizioni, cura prima l'apertura politica dopo il comico Maurizio Crozza e poi, negli ultimi due anni, la copertina della trasmissione.
Nel 2015 è l'inviato per il programma di informazione condotto da Gianluca Semprini  Politics, tenendo una rubrica sull'imminente referendum costituzionale del 2016, e nel 2017 lavora per il settimanale Cartabianca di Bianca Berlinguer, come inviato politico, anche per la versione pomeridiana della trasmissione.
In vista delle elezioni politiche del 4 marzo 2018, Poggi torna a Rai 2 per realizzare la copertina politica del nuovo programma settimanale di prima serata Kronos - Il tempo della scelta, condotto da Annalisa Bruchi e Giancarlo Loquenzi. Nello stesso anno, sempre a Rai 2, con il medesimo spazio, lavora per il programma settimanale Night Tabloid, condotto in seconda serata ancora da Annalisa Bruchi assieme ad Alessandro Giuli e Aldo Cazzullo. Il talk-show, per opera del nuovo direttore di rete Carlo Freccero, si trasforma nel 2019 in Povera Patria. Qui, con la collaborazione di Clelia Passafiume, cura la rubrica di apertura L'agenda di Poggi, caratterizzata da interviste in esclusiva ai principali personaggi della politica italiana.
Nel 2020 viene pubblicato il libro Bocca coperta, scritto in collaborazione con la deputata-medico Maria Teresa Baldini, cronistoria dello scoppio e dell'emergenza COVID-19 in Italia. Nello stesso anno, Poggi entra a far parte dell'équipe di Agorà nella nuova conduzione di Luisella Costamagna con la sua rubrica Ieri Poggi Domani. Parallelamente, per la trasmissione del venerdì in prima serata Titolo V, su Raitre, cura l'editoriale del programma chiamato "L'Italia dal Poggiolo". Sempre per Agorà, durante il Festival di Sanremo del 2021, cura tutte le mattine la rubrica Sanremo, ieri e Poggi per le 5 giornate della manifestazione, formula che ripeterà anche nel 2022. A partire dall'11 settembre dello stesso anno, ancora all'interno di Agorà WeekEnd su Rai 3, cura la striscia di approfondimento Poggi qui, domani là e, dal marzo 2022, la rubrica Riflessi di Alessandro Poggi. Nelle ultime puntate della stagione, si aggiunge ad esse anche la rubrica Quelli che, incentrata sulla questione della Crisi russo-ucraina.
In occasione delle elezioni politiche del 2022, Poggi viene chiamato al Tg2 dal direttore Gennaro Sangiuliano per curare la copertina della rubrica Post. Nel 2023, con l’arrivo al Tg2 del nuovo direttore Antonio Preziosi, Poggi, oltre che per Post, lavora per gli Interni e per la redazione Cultura.
Nel 2024, per la storica rubrica Tg2 Dossier curata da Francesco Vitale, realizza un mediometraggio dal titolo Traffico permettendo, incentrato sui problemi degli automobilisti. Nello stesso anno, sempre per Tg2 dossier, realizza un filmato di 50 minuti Le mille e una giostra, un affresco sul  mondo dei luna park.
Nel 2025, per il programma Tg2 Italia-Europa, Poggi realizza un suo format sotto forma di rubrica dal titolo Le vie del successo: personaggi famosi, ma un po' dimenticati, raccontati con gli abitanti delle strade che portano il nome delle celebrità.
Dalla metà di aprile 2025 Poggi viene assegnato al programma di attualità in prima serata TG2 Post nella nuova conduzione di Monica Giandotti. Per la trasmissione, tutte le sere, l'inviato realizza una rubrica di attualità detta comunemente La panchina per il finale da cui è caratterizzata.
Il 25 maggio 2025, per Tg2 Dossier, viene trasmesso su Raidue un suo lungometraggio dal titolo Le avventure di Varenne, realizzato in occasione del trentesimo compleanno del  leggendario cavallo italiano che ha battuto tutti i record del mondo, come trottatore e come stallone.

## Vita privata
Dopo aver trascorso i primi 35 anni della sua vita a Montignoso, in provincia di Massa-Carrara, si trasferisce a Roma dove vive.
È fratello dell'attore e scrittore Pierfrancesco Poggi.

## Riconoscimenti
- Premio Ilaria Alpi nel 2003 e 2006[7]
- Premio Carlo Sforza nel 2009[8]
- Premio Giuseppe Giannini assegnato al Carnevale di Viareggio nel 2016[9]

## Opere
- Il tempo illustrato (Titania Editrice, 1998)
- Bocca coperta (Rubbettino, 2020)